# Antoinette Reille
Pour les autres membres de la famille, voir Famille Reille.
Pour les autres membres de la famille, voir Famille Terray.
Antoinette Reille, née Antoinette Terray le 14 juillet 1907 à Paris et morte le 1er mars 2001 à Boulogne-Billancourt à l’âge de 93 ans. Elle a eu des hautes responsabilités dans la Résistance française. Elle a mis en place et a dirigé la section des agentes de liaison du 27e BCA, comptant jusqu'à 316 engagées sous la tutelle du Commandant Jean Vallette d’Osia, chef départemental de l’Armée Secrète (AS) à partir de 1942 en Haute-Savoie,,,. Elle est également connue pour son engagement dans le mouvement des Guides de France dont elle a exercé la présidence de 1954 à 1969.

## Biographie

### La Résistance
En 1941, à la suite du ralliement de son mari Ludovic Reille au Bataillon des Chasseurs Alpins commandé par Jean Vallette d’Osia, elle s’installe à Annecy et devient Commissaire de District pour les Guides de Haute-Savoie des Guides de France.
En 1942, dans un contexte de durcissement du régime, avec la mise en place du STO, elle organise à la demande de Jean Vallette d’Osia un réseau exclusivement féminin travaillant en liaison avec des officiers de Chasseurs Alpins passés à la Résistance notamment pour cacher les nombreux jeunes ouvriers fugitifs venus se cacher pour ne pas être envoyés en Allemagne.
Ces agentes de liaison assurent de nombreux services notamment en lien avec le maquis du plateau des Glières.  Le grand résistant Tom Morel à la tête du maquis des Glières, dont la devise est « vivre libre ou mourir » leur écrit : « Tous les espoirs sont permis tant qu’il y aura des filles de France pour faire ce que vous faites. »

De nombreuses femmes, dont quelques Guides de France, se sont engagées dans la Résistance,. La discrétion des Guides sur leur participation à la Résistance renvoie à la longue invisibilisation des femmes dans la Résistance.
[Jean Vallette d'Osia] met sur pied une équipe d'agent de liaison départementaux composé exclusivement de jeunes filles. Il fait appel pour cela à Antoinette Reille, épouse du capitaine Reille, et cheffe d'une troupe scoute de "Guides Ainées". Sillonnant le département sur leur bicyclette avec des messages cachés dans le guidon ou franchissant le lac à la rame, passant la frontière suisse pour acheminer des messages, récupérer des fonds, voire escorter des fugitifs, elles font preuve d'une vaillance et d'une détermination qui force l'admiration.
La Préfecture de Haute-Savoie cite parmi elles, Louise « Loulette » Périès épouse du Général Idier et sa sœur Colette, aussi « Poupée » Fournier-Charton, Elizabeth Lalanne-Pascal, Marianne Cohn, Angèle Nicollet « Katy » Paccard, Denise Jacob, Madeleine Golliet, Georgette Peyrot-Berberat, Jeanne Maurier-Brousse et combien d’autres femmes héroïques ayant risqué leur vie pour la liberté...
Une trentaine de femme résistante de Haute Savoie sont déportées et fusillées en Allemagne.

### Responsabilités nationales dans le scoutisme
1953 : Antoinette Reille est Commissaire Générale des Guides de France en 1953, après le départ d'Andrée Dalberto
1954-1969 : Elle prend la présidence de l'association une fois que Marie-Thérèse Cheroutre fût nommée Commissaire Générale.